# Хаббард, Мэри Сью
Эта статья об исторической личности, о персонаже фанфиков см. Мэри Сью
Мэри Сью Хаббард (англ. Mary Sue Hubbard) (17 июня 1931 — 25 ноября 2002) — третья жена писателя-фантаста и основателя саентологии Рона Хаббарда. Она участвовала в создании первой Церкви саентологии в 1953 году. Её называли «первой леди» саентологии. У Мэри и Рона было четверо детей.
Мэри Сью Хаббард возглавляла Отдел особых дел. В числе её работ — «The Book of E-Meter Drills» и «Marriage Hats».

## Скандал и осуждение

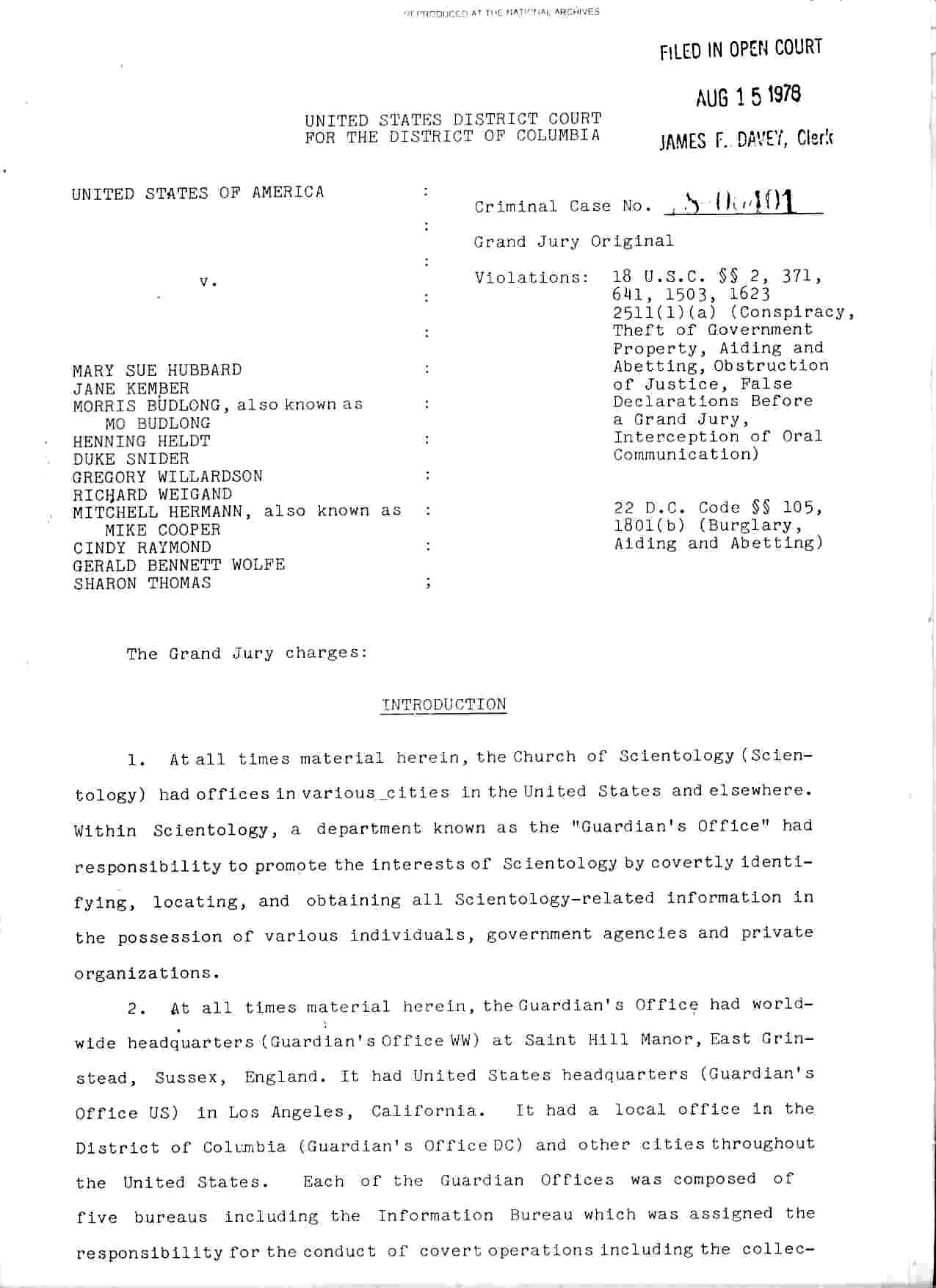
Обвинения, предъявленные Мэри Сью Хаббард.

В 1979 году Мэри Сью была признана виновной в организации заговора против правительства США в связи с её участием в операции «Белоснежка», в ходе которой саентологи проникали в правительственные здания, прослушивали телефоны и похищали документы, в том числе у Службы внутренних доходов. 
Мэри Сью признала себя виновной и была приговорена к тюремному заключению. Скандал крайне отрицательно сказался на Церкви саентологии, а её глава Давид Мицкевич полагал, что организация распадётся. Мицкевич и его сторонники приняли решение разорвать отношения с Мэри Сью. В 1981 году они вынудили её оставить пост главы Отдела особых дел, без ведома Рона Хаббарда.
Смерть Мэри Сью в ноябре 2002 года не была никак отмечена Церковью саентологии.
В 1988 году её имя убрали из её книги «Book of E-Meter Drills», а авторство приписали её мужу. Её книга «Marriage Hats» больше не издаётся и не упоминается ни на сайтах Церкви саентологии, ни в каталогах.